# Đuro Utješanović
Đuro Utješanović (Kljevci, 7. srpnja 1940. – Zagreb, 25. veljače 2013.) bio je hrvatski glumac rođen u Bosni i Hercegovini. Najpoznatiji je po ulozi Tetka Krokanića u humorističnom TV showu Večernja škola u produkciji Željka Pervana.

## Životopis
Rođen je u Bosni i Hercegovini, a sam je često znao govoriti da je rođen “između dva sela, u jednoj šumi” negdje u okolici Sanskog Mosta. U nekim je dokumentima pisalo da je rođen 1938., ponegdje 1940., dok u trećima piše 1941. godina. Sam je odabrao 1940. kao godinu svog rođenja, jer nju je najlakše pamtio. Još kao dijete izgubio je oba roditelja: otac Drago je poginuo 1943. u njemačkom napadu na partizansku podzemnu bolnicu, a majku Dragicu 1945. ubijaju pljačkaši. U Kikindi je zavšio osnovnu školu. Utješanović je 1956. poslan u Split gdje je pohađao šumarsku školu zajedno s još jednim budućim velikim hrvatskim glumcem Ivicom Vidovićem. Po završetku srednjoškolskog školovanja vraća se u Kikindu, odakle je, opet protiv svoje volje, poslan u Sarajevo na šumarski fakultet. Šumarski fakultet mu nikako nije bio po volji, i nakon dvije godine studija odlučuje "pobjeći" iz Sarajeva u Zagreb. U Zagrebu će nešto kasnije upisati i glumu, za koju je pokazivao zanimanje još od srednjoškolskih dana. Poslije stjecanja diplome deset je godina radio u kazalištu Gavella, a potom je odlučio napustiti kazališne daske. Često je glumio u filmovima, i to najviše tada nepopularne uloge žandara i ustaša. Struka će reći da je najveći trag ostavio na Dubrovačkim ljetnim igrama, gdje je bez prekida nastupao gotovo tri desetljeća. U novije vrijeme ostat će upamćen po ulozi tetka u Večernjoj školi Željka Pervana gdje je pokazao talent za improvizaciju. Zapažene uloge je ostvario u filmovima: Hajdučka vremena (1977.), Vlakom prema jugu (1981.), Krhotine (1991.), Kad mrtvi zapjevaju (1998.). Kratku, ali zapaženu ulogu imao je i u Oskarom nagrađenom filmu Ničija zemlja. Popularnost je stekao i u zabavnoj emisiji Hrvatske televizije Jel' me netko tražio, a sa sinom Dragom često je nastupao u kazališnim predstavama diljem Hrvatske.
Uz glumačke vode okušao se i u politici 2003. kada je bio prvi na izbornoj listi Socijalističke radničke partije Hrvatske u VI. izbornoj jedinici za Hrvatski sabor.
Umro je u Zagrebu 25. veljače 2013. u 73. godini života od posljedica moždanog udara.

## Filmografija

### Televizijske uloge
- "Najbolje godine" kao Rudolf (2009.)
- "Obećana zemlja" kao Pajo / Polonije (2002.)
- "Večernja škola" kao Tetak Krokanić (1995. – 1999.); (2005. – 2008.)
- "Mlakarova ljubav" kao profesor (1993.)
- "Kontesa Dora" kao fotograf (1993.)
- "Jel'me netko tražio?" kao Mileni (1991.-1995.)
- "Tuđinac" (1991.)
- "Đuka Begović" kao dobošar (1991.)
- "Tražim srodnu dušu" kao radnik #1 (1990.)
- "Zagrljaj" (1988.)
- "Putovanje u Vučjak" kao Dane (1986. – 1987.)
- "Hajdučki gaj" kao žandar Ivo (1985.)
- "Ne daj se, Floki" kao doktor (1985.)
- "Gabrijel" (1984.)
- "Lažeš, Melita" kao poštar (1983.)
- "Smogovci" kao odbjegli tip iz zatvora (1983.)
- "Nepokoreni grad" kao ustaša (1982.)
- "Anno domini 1573" kao Gabro Tahy (1979.)
- "Svjetionik" kao Luka (1979.)
- "Punom parom" kao vozač druga Bože (1978.)
- "Gruntovčani" kao milicionar u stanici (1975.)
- "U registraturi" kao Ferkonja (1974.)
- "Čovik i po" kao Luka (1974.)
- "Kuda idu divlje svinje" (1971.)
- "Sam čovjek" kao činovnik (1970.)

### Filmske uloge
- "Duga mračna noć" kao seljak Baja (2005.)
- "Sjećanje na Georgiju" kao Mile Jergović Munivrana (2002.)
- "Ničija zemlja" kao bosanski vodič (2001.)
- "Je li jasno, prijatelju?" kao Jura (2000.)
- "Tri muškarca Melite Žganjer" kao čuvar parkirališta (1998.)
- "Kad mrtvi zapjevaju" kao udbaš (1998.)
- "Novogodišnja pljačka" kao policajac kod restorana (1997.)
- "Rusko meso" kao uhićenik (1997.)
- "Svaki put kad se rastajemo" kao recepcioner (1997.)
- "Ne zaboravi me" (1996.)
- "Prolazi sve" (1995.)
- "Mrtva točka" kao poslovođa (1995.)
- "Isprani" (1995.)
- "Cijena života" (1994.)
- "Vrijeme za..." (1993.)
- "Zona sudbine" (1992.) - kratki film
- "Vrijeme ratnika" kao uzgajivač gusaka (1991.)
- "Đuka Begović" kao dobošar (1991.)
- "Čaruga" kao lugar Gašo (1991.)
- "Krhotine" kao drug iz komesara (1991.)
- "Karneval, anđeo i prah" (1990.)
- "Trideset konja" (1988.)
- "Dječak sa Sutle" (1987.)
- "Na istarski način" (1985.)
- "Horvatov izbor" kao Dane (1985.)
- "Evo ti ga, mister Flips!" (1984.)
- "Dvije karte za grad" kao šef stanice (1984.)
- "Uzbuna" (1983)
- "S.P.U.K." kao dermatolog (1983.)
- "Trojanski konj" kao ustaški časnik (1982.)
- "Sustanar" (1982.)
- "Hoću živjeti" kao Milko Pavec (1982.)
- "Vlakom prema jugu" kao majstor Pero Fatur (1981.)
- "Ivanjska noć" kao Aćim (1980.)
- "Gospođica" (1980.)
- "Groznica" (1979.)
- "Godišnja doba Željke, Višnje i Branke" (1979.)
- "Živi bili pa vidjeli" kao radnik u protestu (1979.)
- "Debeli lad" kao kafedžija Mrketa (1978.)
- "Pucanj" kao Stevo (1977.)
- "Hajdučka vremena" kao Đurđe Karabardak (1977.)
- "U vremenu rasta" (1975.)
- "Kad puške miruju" (1975.)
- "Seljačka buna 1573" kao Gabro Tahy (1975.)
- "Pjetlov kljun" (1972.)
- "Harmonika" kao Mika (1972.)
- "Kipić" (1972.)
- "Prepušteni" (1971.)
- "U gori raste zeleni bor" kao učitelj (1971.)
- "A u pozadini more" (1969.)
- "Ujak Jim i ujak Billy" (1969.)
- "Hvarkinja" (1966.)

## Vanjske poveznice
- Đuro Utješanović na IMDb.com